# Gåser Kirke
Gåser Kirke er beliggende i landsbyen Gåser i Øster Hassing Sogn i Aalborg Stift. Kirken er opført i 1903 og tegnet af arkitekt Kristoffer Nyrup Varming. Der er 100 siddepladser i kirken.
Kirkens orgel er bygget af Jysk orgelbyggeri 1964-65 og er på 5 stemmer. Granitdøbefonten i Gåser Kirke blev taget i brug påskedag 1995. Den er fremstillet af billedhugger Max Andersen 1942 oprindeligt til Jægersborg Kirke. Kirkegården ligger omkring kirken.

## Eksterne kilder og henvisninger
- Gåser Kirke hos KortTilKirken.dk